# Tomeophera brevirostris
Tomeophera brevirostris är en insektsart som först beskrevs av Bruner, L. 1915.  Tomeophera brevirostris ingår i släktet Tomeophera och familjen vårtbitare. Inga underarter finns listade i Catalogue of Life.